# Лудвиг Александър фон Батенберг
Принц Лудвиг Александър фон Батенберг (на немски: Ludwig Alexander von Battenberg), по-известен като Луис Александър Маунтбатън, първи маркиз на Милфорд Хейвън (на английски: Louis Alexander Mountbatten, 1st Marquess of Milford Haven), граф на Медина, виконт на Олдърни, адмирал на флотата и първи морски лорд на Великобритания, е германски принц от рода Батенберг, по-голям брат на княз Александър I Батенберг и свързан по брак с британското кралско семейство.

## Произход и семейство
Баща му принц Александър фон Хесен-Дармщат сключва морганатичен брак с графиня Юлия фон Хауке, принцеса Батенберг, поради което семейството е лишено от Хесенската титла и приема фамилията Батенберг. Първият му братовчед по бащина линия принц Лудвиг Хесенски е женен за принцеса Алис, дъщеря на кралица Виктория. През 1883 г. принц Лудвиг Батенберг се жени за братовчедка си, принцеса Виктория Хесенска, внучка на Кралица Виктория. След сватбата му е присъден Орден на банята.
Луис и Виктория имат 4 деца:
- Принцеса Алис Батенберг (1885 – 1969) – омъжена за принц Андрей Гръцки и Датски, чийто син е единбургският херцог, принц Филип – съпруг на кралица Елизабет II
- Принцеса Луиза Маунтбатън (1889 – 1965) – кралица на Швеция, съпруга на крал Густав VI
- Принц Джордж Маунтбатън (1898 – 1938) – граф на Медина, втори маркиз Милфорд Хейвън, женен за графиня Надежда дьо Торби, внучка на цар Николай I и братовчедка на Александър Пушкин
- Принц Луис Маунтбатън(1900 – 1979) – първи граф Маунтбатън и Бурма, вицекрал на Индия

## Военна кариера
На 14-годишна възраст постъпва в британския флот като кадет на кораба „Виктори“, бивш флагман на адмирал – лорд Нелсън. След това служи на фрегатата на Уелския принц. Служи на различни кораби в Средиземно, Черно море, Индия, Америките. По време на Руско-турската война, вече е офицер на кораба „Султан“, закотвен в Босфора през 1878 г. По това време посещава брат си, принц Александър Батенберг, който служи в руската армия, за което и двамата са разследвани от началниците си, но се доказва, че не са нарушили офицерската си клетва за лоялност.
През 1880 г. заедно с баща си е на гости на цар Александър II, когато в Зимния дворец избухва експлозия, целяща да убие императора. През 1882 г. участва в Египетската кампания, след което посещава брат си княз Александър I Батенберг и в състава на свитата му участва в обиколка на Турция, Кипър и Светите земи с турската флота.
След сключването на брака си заема висши флотски длъжности при крал Едуард VII и крал Джордж V. По време на Първата световна война поради силните антигермански настроения и натиска върху кралското семейство да изостави германското си име принц Лудвиг сменя името си от Лудвиг Батенберг на Луис Маунтбатън.

## Промяна на фамилията на „Маунтбатън“
По време на Първата световна война, поради антигерманските настроения големият брат на Хайнрих, Лудвиг (Луис), също британски гражданин, сменя фамилията си на Маунтбатън. (буквален обърнат превод на немското Battenberg). Същото правят и племенниците му, синовете на Хайнрих и Беатрис. Членовете на този клан на рода Батенберг се отказват от всичките си германски титли и техният братовчед крал Джордж V им дава английски благороднически титли: принц Луис става първи маркиз на Милфорд Хейвън, а първородният син на Хайнрих Александър става първи маркиз на Карисбрук.